# دستور أندورا
دستور أندورا (بالكتالونية: Constitució d'Andorra)‏ هو القانون الأعلى لإمارة أندورا. تم اعتماده في 2 فبراير 1993، ووافق عليه الشعب الأندوري في استفتاء أجري في 14 مارس 1993. وبموجب الدستور نفسه، كان من المقرر أن يدخل الدستور حيز التنفيذ في يوم نشره في الجريدة الرسمية لإمارة أندورا، وهو ما حدث في 28 أبريل 1993.
تم التوقيع على الدستور من قبل أميري أندورا الشريكين، رئيس فرنسا فرانسوا ميتران، وأسقف أورغل خوان مارتي ألانيس. وينص الدستور الجديد على أن هذين المسؤولين هما رئيسا دولة أندورا. في الواقع، وجد هذا النظام منذ قرون، على الرغم من أنه في وقت من الأوقات كان الملك أو الإمبراطور الفرنسي يشغل المنصب الذي يشغله الآن الرئيس الفرنسي.

## محتويات

### المقدمة
تنص مقدمة الدستور الأندوري على ما يلي:
الشعب الأندوري، في حريته الكاملة واستقلاله، وفي ممارسته لسيادته،
وإدراكاً منه للحاجة إلى تكييف مؤسسات أندورا مع الوضع الجديد الناشئ عن تطور بيئتها الجغرافية والتاريخية والاجتماعية الثقافية، فضلاً عن الحاجة، في هذا الإطار القانوني الجديد، إلى تنظيم العلاقات التي يتعين على المؤسسات التي يعود أصلها إلى الإثنيات أن تحافظ عليها،
واقتناعاً منه بفائدة الحصول على أي آليات محتملة لضمان الأمن القانوني في ممارسة الحقوق الفردية الأساسية، والتي، حتى وإن كانت موجودة دائماً في المجتمع الأندوري ومحترمة بموجب ذلك، لم تكن موضوعاً للتنظيم الحقيقي،
وقد قررنا المثابرة في تعزيز قيم الحرية والعدالة والديمقراطية والتقدم الاجتماعي، ودعم وتعزيز العلاقات المتناغمة بين أندورا وبقية العالم، وخاصة مع البلدان المجاورة لها، على أساس الاحترام المتبادل والتعايش والسلام،
وإذ يعربون عن عزمهم على تقديم مساهماتهم ودعمهم لجميع القضايا المشتركة للبشرية، وخاصة الحفاظ على سلامة الأرض وضمان بيئة مناسبة للأجيال القادمة،
متمنياً أن يظل شعار "الفضيلة المتحدة أقوى"، الذي ترأس التقدم السلمي في أندورا لأكثر من سبعمائة عام من التاريخ، حياً بالكامل وأن يلهم دائماً الأندوريين في أفعالهم،
نوافق سياديًا على هذا الدستور الحالي.

### سيادة أندورا
تنص المادة الأولى من دستور أندورا على الشكل الذي تتخذه الدولة، أي نظام الحكم الثنائي مع أسقف أورغل ورئيس فرنسا كرئيسين مشتركين للدولة. وتذكر أيضًا الاسم الرسمي للبلاد: إمارة أندورا (Principat d'Andorra). وتنص أيضًا على أن سيادة أندورا تكمن في شعبها. وتنتهي بسرد أبرشيات أندورا.
تنص المادة الثانية على أن اللغة الرسمية في أندورا هي الكتالونية، وأن النشيد الوطني والعلم وشعار النبالة هي "ما أعطته لنا التقاليد". وتنص أيضًا أن أندورا لا فيلا هي عاصمة البلاد.
تنص المادة الثالثة على أن الدستور هو المعيار القانوني الأعلى في أندورا. ويحظر العقوبة التعسفية ويعترف بمبادئ القانون الدولي. وينص كذلك على أن أي معاهدات أو اتفاقيات دولية تبرمها أندورا يجب دمجها في قوانين البلاد، ولا يجوز تعديلها أو إلغاؤها بموجب أي قانون.

### الحقوق والحريات
تحدد المواد من 4 إلى 36 من الدستور حقوق وحريات الأندوريين.
تنص المادة الرابعة على عدم المساس بالكرامة الإنسانية، وبالتالي تضمن بعض الحقوق التي لا يجوز المساس بها أو التقادم.
تنص المادة الخامسة على أن الإعلان العالمي لحقوق الإنسان مدمج في النظام القانوني للبلاد.
تنص المادة السادسة على أن جميع الأشخاص متساوون أمام القانون، وأن الأمر متروك للسلطات العامة لتهيئة الظروف التي تجعل المساواة بين الأفراد وحريتهم حقيقية وفعالة.
تنظم المادة السابعة الجنسية الأندورية. ويواجه الأندوريون خطر فقدان جنسيتهم إذا كانوا أيضًا مواطنين من بلد آخر.
تعترف المادة الثامنة بالحق في الحياة وحمايتها، وتحظر التعذيب وغيره من ضروب العقوبة القاسية أو اللاإنسانية أو المهينة، وتحظر صراحة عقوبة الإعدام.
تتناول المادة التاسعة فقدان الحرية بسبب إجراءات الشرطة والقضاء. وتحدد صراحة مدة الاحتجاز لدى الشرطة بثمان وأربعين ساعة، وبعدها يجب تقديم المتهم إلى المحكمة.
وتنص المادة العاشرة على حقوق المواطن أمام المحاكم، وتحديداً، الحق في الحصول على قرار من المحكمة يستند إلى القانون، والحق في وجود محام في المحكمة، والحق في التمثيل القانوني المجاني في الحالات التي يكون فيها ذلك ضرورياً.
تتناول المادة الحادية عشر حرية الدين، وتنص على أنه من حق الأندوريين عدم الإعلان عن دينهم إذا لم يرغبوا في ذلك. ومن ناحية أخرى، هناك حدود مفروضة على إعلان الشخص عن دينه في الحالات التي من شأنها أن تهدد الأمن العام أو تنتهك حقوق الآخرين. كما تم منح الكنيسة الكاثوليكية الرومانية ضمانة صريحة بالقدرة على العمل بحرية وعلنية، والحفاظ على علاقاتها الخاصة مع الدولة "بما يتفق مع التقاليد الأندورية".
تضمن المادة الثانية عشر حرية التعبير، وحتى حرية الاحتفاظ بالأسرار المهنية. كما تحظر الرقابة وأي وسيلة أخرى للسيطرة الإيديولوجية من قبل السلطات.
وتتناول المواد 13 و14 و15 الزواج، وحقوق الزوجين فيما يتعلق ببعضهما البعض، وحقوق الأطفال فيما يتعلق بأسرهم، والحق في الخصوصية، وحرمة المساكن.
وتعترف المادتان 16 و17 بحق الأندوريين في المشاركة في المظاهرات السلمية، طالما تم إخطار السلطات مسبقًا، والحق في تكوين الجمعيات بحرية.
تنص المادة 18 على أن الأندوريين لديهم الحق في تشكيل منظمات مهنية أو تجارية، طالما كانت ذات طابع أندوري (أي لا يتم التحكم فيها من الخارج) وديمقراطية بطبيعتها.
وتمنح المادة 19 العمال وأصحاب الأعمال الحق في حماية مصالحهم الاقتصادية والاجتماعية.
تتناول المادة 20 التعليم. وهذا مضمون لجميع الأندوريين، وعلاوة على ذلك، يتمتع الآباء بالحق في اختيار نوع التعليم الذي سيحصل عليه أطفالهم، بما يتفق مع قناعاتهم الدينية.
تتناول المادة 21 التنقل داخل أندورا، والخروج من الأراضي الوطنية والدخول إليها. كما تمنح الأندوريين، والمواطنين الأجانب المقيمين، الحق في جعل أندورا موطنهم.
وتنص المادة 22 على حقوق الأجانب في حالة عدم تجديد الإقامة أو أمر الإبعاد. وتنص على أنه لا يجوز القيام بذلك إلا وفقاً لما ينص عليه القانون، وأنه يحق للأجنبي في مثل هذه الحالة اللجوء إلى المحاكم.
تعطي المادة 23 لكل فرد الحق في تقديم التماس إلى "السلطات العامة".
وتنص المواد 24 و25 و26 على الحقوق السياسية للأندوريين، وهي حق الانتخاب، والحق في الوصول إلى المؤسسات العامة، والحق في تشكيل الأحزاب السياسية طالما أن أنشطتها قانونية وذات طبيعة ديمقراطية.
وتتناول المواد من 27 إلى 36 "الحقوق والمبادئ الاقتصادية والاجتماعية والثقافية". ويحظر الدستور حرمان الأندوريين من ممتلكاتهم دون اتباع الإجراءات القانونية الواجبة، كما يعترف بالحق في المبادرة في إطار اقتصاد السوق. علاوة على ذلك، يعترف القانون أيضًا بالعمل كحق لكل أندوري. كما يجب على الدولة أن تضمن نظام الضمان الاجتماعي، فضلاً عن السهر على الاستخدام الحكيم للأراضي والموارد الطبيعية بما يحافظ على البيئة الطبيعية للأجيال القادمة. وتضمن الدولة الحفاظ على التراث الأندوري وتنميته، وكذلك الوصول إليه.

### التزامات الأندوريين
تنص المادة 37 على نظام ضريبي عادل. من المفترض أن يدفع الجميع ما تسمح به إمكانياتهم.
وتسمح المادة 38 للدولة بإنشاء أشكال من "الخدمة المدنية الوطنية" بموجب القانون لتحقيق المصلحة العامة.

### ضمانات الحقوق والحريات
وتنص المواد من 39 إلى 42 على كيفية ضمان الحقوق المذكورة أعلاه في المجتمع الأندوري. إن قدرة "السلطات العامة" على تجاوز هذه الحقوق محظورة في بعض الحالات، ومقتصرة على التغييرات في التشريعات الحكومية في حالات أخرى. ولكنه يذكر أيضًا أنه قد يتم تقييد بعض الحقوق في حالات الطوارئ الوطنية، مثل تلك الناجمة عن الكوارث الطبيعية أو الاضطرابات السياسية، مثل الحرب.

### الأميران الشريكان والمجلس العام والحكومة
وتنص المواد من 43 إلى 49 على وظيفة أميري أندورا الشريكين، أسقف أورغل ورئيس فرنسا.
تتعلق المواد من 50 إلى 71 بهيكل ووظيفة المجلس العام لأندورا، الهيئة التشريعية في أندورا.
تتعلق المواد من 72 إلى 78 بالحكومة ككل.

### التنظيم الإقليمي
وتنص المواد من 79 إلى 84 على وظيفة البلديات داخل أندورا باعتبارها ممثلة للأبرشيات. وهم مسؤولون عن بعض الوظائف المحلية، وفقا لدستور أندورا.

### العدالة والمحكمة الدستورية
تتناول المواد من 85 إلى 94 هيكل النظام القضائي في أندورا. يجب أن تكون السلطة القضائية مستقلة. ويخدم القضاة لمدة ست سنوات قابلة للتجديد، ويتم انتخابهم من قبل الحاصلين على درجات علمية في القانون.
وتتعلق المواد من 95 إلى 104 بالمحكمة الدستورية، التي تعتبر السلطة العليا لتفسير الدستور، وقراراتها ملزمة للسلطات العامة وكذلك للأفراد.

### التعديل الدستوري
وعلى النقيض من بعض الدساتير (دستور كندا، على سبيل المثال)، فإن إجراءات تعديل دستور أندورا، المنصوص عليها فيه، واضحة تماماً.
وتنص المادة 105 على أن مبادرة تعديل الدستور يمكن أن تأتي من الأميرين الشريكين، أو من ثلث أعضاء المجلس العام.
وتنص المادة 106 على ضرورة موافقة أغلبية الثلثين في المجلس العام لاعتماد التعديل. ويجب بعد ذلك طرحه على الفور للاستفتاء للتصديق عليه.
وتنص المادة 107 على ضرورة إتمام الإجراء الوزاري المتعلق بموافقة الأميرين على التعديل الجديد بمجرد استيفاء متطلبات المادة 106 (ليس لديهم سلطة إلغاء التعديل).